# Federația Chiliană de Fotbal
Federația Chiliană de Fotbal (spaniolă Federación de Fútbol de Chile, FFC) este forul conducător oficial al fotbalului în Chile. Este afiliată la FIFA din 1913 și CONMEBOL din 1916. Forul organizează naționala statului și conduce Asociația Națională de Fotbal Profesionist și Asociația Națională de Fotbal Amator.